# Эритроза
Эритроза — моносахарид из группы тетроз с эмпирической формулой C4H8O4, принадлежит к альдозам. Является наряду со своим диастереомером треозой является представителем альдотетроз.

## Строение молекулы
Эритроза является диастереомером треозы, отличаясь от неё ориентацией гидроксильной группы при С2.
Так как молекула эритрозы содержат по два хиральных центра, то она может существовать в виде двух линейных энантиомеров — D- и L-стереоизомеров, а также в виде рацемата (смеси энантиомеров). Циклическая форма для эритрозы нехарактерна.

Проекция Фишера для D-эритрозы
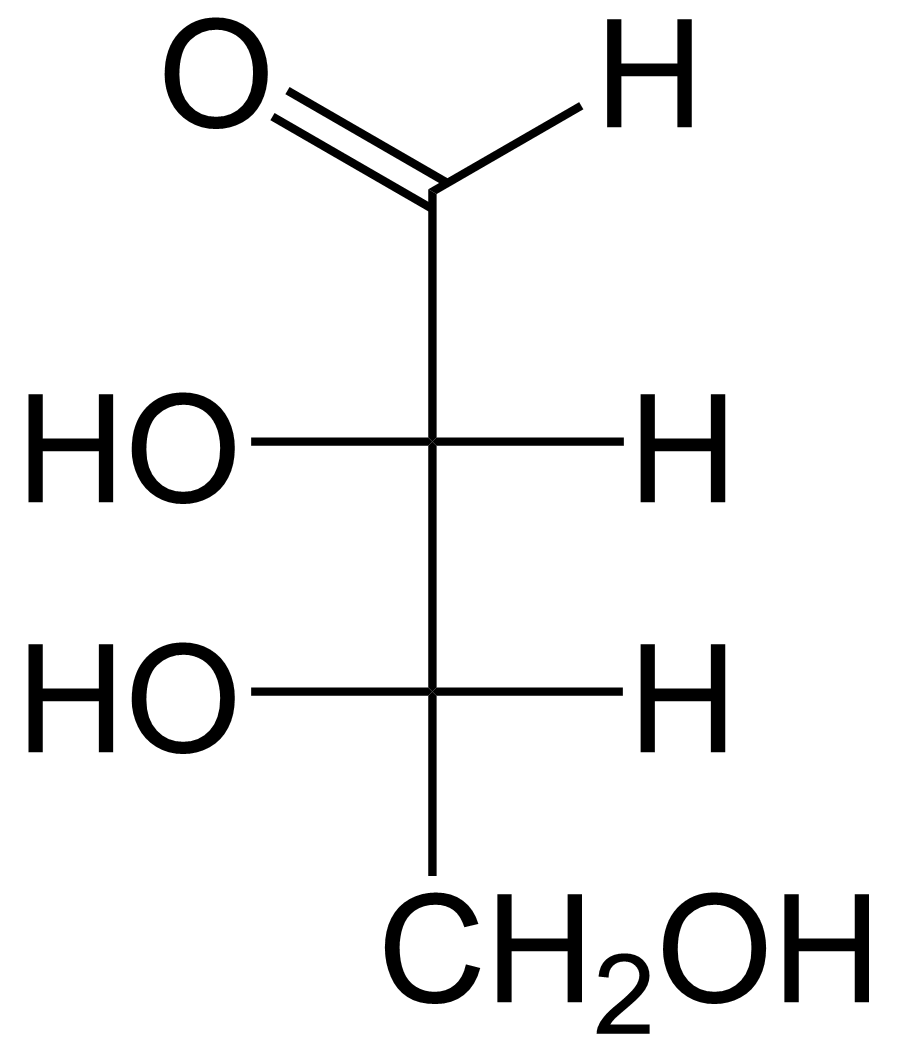
Проекция Фишера для L-эритрозы

В живых организмах из этих двух стереоизомеров содержится исключительно D-эритроза.

## Физические и химические свойства
Эритроза представляет собой прозрачную вязкую жидкость очень хорошо растворимую в воде, но плохо растворимую в органических растворителях (масла, эфиры, ацетон и т. п.). Водный раствор эритрозы имеет слабокислую реакцию среды.
При восстановлении эритрозы боргидридом натрия или калия образуется четырёхатомный спирт эритрит или бутантетрол (1,2,3,4-тетрагидроксибутан), образующийся также при восстановлении эритрулозы.
В реакции с соляной кислотой эритроза медленно превращается в молочную кислоту.
При окислении эритрозы аммиачным раствором оксида серебра(I) образуется оптически активная эритроновая кислота (2,3,4-тригидроксибутановая кислота). При окислении эритрозы азотной кислотой образуется оптически активная винная кислота (2,3-дигидроксибутандиовая кислота).

## Биологическая роль, получение и применение
Эритроза (в виде 4-фосфата) является важным промежуточным компонентом углеводного обмена, участвующем в образовании фруктозо-6-фосфата. Образуется в ходе пентозофосфатного цикла под действием фермента трансальдолазы из седогептулозо-7-фосфата и глицеральдегид-3-фосфата. Образовавшийся эритрозо-4-фосфат затем реагирует с рибулозо-5-фосфатом с образованием фруктозо-6-фосфат и глицеральдегид-3-фосфата (реакция идет при участии тиаминпирофосфата).
В растениях и многих микроорганизмах эритроза (в виде 4-фосфата) вместе с фосфоенолпируватом участвует в синтезе ароматических аминокислот триптофана, тирозина и фенилаланина.
Эритроза-4-фосфат в растениях, бактериях и грибах необходима для синтеза пиридоксина (витамин В6).
Промышленно эритрозу выделяют из растительного сырья или синтезируют химически путём окисления эритрита.
Находит ограниченное применение для синтеза других сахаров.